# Aleochara curtula

Aleochara curtula (лат.) — вид коротконадкрылых жуков из подсемейства Aleocharinae. Голарктика.

## Распространение
Палеарктика: Европа, Марокко, Турция, Казахстан, Россия (Дальний Восток), Япония, Корея, Монголия), Китай, Суматра. Северная Америка: Канада , США.

## Описание
Мелкие коротконадкрылые жуки, длина тела от 4 до 8 мм. От близких видов (A. clavigera, A. discoidea, A. ripicola, A. laticornis и A. lewisia) отличается полностью чёрным телом с красно-бурыми густо пунктированными надкрыльями и бурыми ногами; опушение золотистое.  Пронотум поперечный, голова маленькая (меньше ширины переднеспинки), среднегрудь без киля, но с широким округлым отростком. Усики 11-члениковые. Передние, средние и задние лапки 5-члениковые (формула 5-5-5). Нижнечелюстные щупики состоят из 4 члеников (с 5-м псевдосегментом), а нижнегубные — из 3 (с 4-м псевдосегментом).
Тело с боков субпараллельное. На падали, в навозе и компостах. Личинки являются паразитами пупариев мух (проходят гиперметаморфоз): Calliphora vicina, Lucilia caesar, Eristalomyia tena, Pegomyia hyoscyami.
Вид был впервые описан в 1770 году немецким зоологом и пастором Иоганн Август Эфраим Гёце (1731—1793), а его валидный статус подтверждён в ходе ревизии, проведённой в 2000 году казахстанскими энтомологами профессором В. А. Кащеевым (1953—2012) и М. К. Чильдебаевым (Институт зоологии АН Республики Казахстан, Академгородок, Алматы, Казахстан). Включён в состав номинативного подрода Aleochara s.str. (по признаку маленькой головы и широкого отростка среднегруди) вместе с видами A. clavigera, A. discoidea, A. ripicola, A. laticornis, A. lewisia, A. parens и A. lata.